# کاتسوهیکو یوکومیتسو
کاتسوهیکو یوکومیتسو (انگلیسی: Katsuhiko Yokomitsu؛ زادهٔ ۴ نوامبر ۱۹۴۳) سیاستمدار، و بازیگر اهل ژاپن است.